# Hällbo
Hällbo er en tidligere småort i Bollnäs kommun i Gävleborgs län i Sverige. I 2015 ændrede SCB kriterierne for småorter, og Hällbo viste sig ikke længere at opfylde kriterierne for en småort.
I byen ligger Hällbo kapel og et museum i nabobyen Åsveden over Källers karamelfabrik.

## Historie
Hällbo voksede op omkring en højovn, som blev anlagt ved Flugåns udløb ved Skidtjärnen i 1726. Den var i drift frem til 1871 og regnes som en af de største højovne i Hälsingland.
Efter jernværksepoken domineredes Hällbo af skovarbejderfamilier, som var ansat af Kilafors jernwerk AB.
I moderne tid rummer byen Hilding Lövgrens busstrafik samt flere butikker, blandt andet Kooperativa og dets efterfølger Hällbo boa. I midten af 1900-tallet lå der to caféer i byen.